# Provinsen Hannover
 For alternative betydninger, se Hannover (flertydig). (Se også artikler, som begynder med Hannover)
Provinsen Hannover (tysk: Provinz Hannover) var en provins i Preussen. Den udgjordes af det tidligere Kongeriget Hannover, som annekteredes af Preussen efter den tyske enhedskrig. Provinsen eksisterede fra 1868 til 1946, og provinshovedstad var Hannover. I 1946 opløstes provinsen og indgik i forbundslandet Niedersachsen.

## Geografi
Provinsen Hannover var beliggende i den nordvestlige del af kongeriget Preussen, ved Nordsøeudområdet ved Elben, Weser og Aller, området vest for Oldenborg, som sammenhang med fornævnte alene ved en 6 km bred landstrimmel, samt den sydlige del, hvilken gennem braunschweigske besiddelser var helt adskilt fra det nordøstlige hovedområde. Desuden lå nogle mindre arealer spredte ved Weser og Harz, og Jadeområdet på den oldenborgske kyst og de fleste frisiske øer hørte herunder.
Hannover var overvejende et sletteland med sandåse, heder og moser samt havde et vidt strakt marskland ved Nordsøen. Kun de sydligste egne var bjergige. Hovedbjerget var Harz, af hvilket størstedelen af øvre Harz lå i Hannover, med landets højeste top Bruchberg (926 m.). Mellem Harz i øst og Weser i vester strakte sig fra Eichsfeld i syd et bjergland, som hørte til Wesergebirge, med toppe på 400-500 m. Jorden mellem disse bjerge var meget frugtbar. Store dele af bjergene var dækkede af skov. Lavlandet bestod nærmest kysten af ved volde beskyttet, særdeles frugtbart marskland, som gennem opslamning af flod og havgytjea stadigt udvidedes. Bagved lå det ufrugtbare gestområde, fyldt af sandbakker og moser. Vådområderne fandtes dels ved marsklandets inderkant, dels på begge sider af Ems, på den vestlige lå Bourtanger Moor, på den østlige flere andre. Gestområdet bestod overvejende af sandede, ufrugtbare områder. Hertil hørte Lüneburger Heide, som optog næsten en syvendedel af provinsens areal og som på store strækninger kun gav et knabt foder til de store hjorder af grovuldsfår (Heidschnucken), som der holdtes. Hedens opdyrkning umuliggjordes derved, at der under jordoverfladen lå et tykt lag af sten, fortrinsvis bestående af kvartssand og kaldet Ortstein.
Hannover havde anselige vandstrømme i sine floder, hvilke var vel forsynede med bifloder og ved deres udløb dannede store bugte. Elben, som udgjorde næsten hele grænsen i nordvest, modtog fra venst Ilmenau, Seve, Este og Schwinge. Weser havde i Hannover et løb af 220 km. Dets største biflod, Aller, var sejlbar fra Celle. Ems gennemflød provinsen på en strækning af 150 km., hele vejen sejlbar, og optog fra højre Hase og Leda. Desuden må nævnes Oste, som faldt ud ved Elbmundingen, og Vechte i vest, som dog kun på en kort strækning flød gennem Hannovers område.
Søerne var få. Ved grænsen mod Schaumburg-Lippe lå Steinhuder Meer, ved den sydlige spids af Oldenborg Dümmersee og på Harz Oderteich, 700 m.o.h.

## Næringsliv
Indbyggernes hovednæringsveje var jordbrug, husdyrhold, bjergværksdrift og søfart.
Af arealet var 33 % agerland eller haver, 10 % eng, 12 % græsningsland, 17 % skov og 22 % impediment (hede og lignende).
Marsklandet frembragte meget korn, især rug, desuden hvede, byg og raps. På den mere vndfattige jord dyrkedes fortrinsvis boghvede samt havre og kartofler. I syd vekslede frugt-, korn- og sukkerroedyrkning. Andre kulturplanter var hør, ret almindeligt, hamp omkring Bremen, og tobak. Skovene fandtes fortrinsvis i det sydlige bjergland, mens vidtstrakte områder i lavlandet var helt uden skov.
Husdyrholdet var veludviklet og rådede over vidtstrakte eng- og græsningsarealer, de sidstnævnte dog indesluttende de magre heder. Fremragende heste avledes i mængder, og stutteriet i Celle var særligt kendt. Får blev ikke holdt så meget som tidligere, hvorimod kvægavlen var voksende. Østfrisland rummede de største kvægbesætninger og den bedste race. Desuden forekom en omfattende biavl på Lüneburger Heide og opfodring af gæs i marsklanden.
Bjergværksdriften skaffede stenkul (ved Osnabrück og andre steder), brunkul, zink, bly- og kobbermalm, jernmalm (på Harz) samt salt (omkring byerne Hannover og Lüneburg). Tørv, som i nord var det almindelige brændsel, eksporteredes i stor mængde.
Industrien var mest hjemmehørende i byerne, men manglede helt på vidtstrakte områder. Vigtige industrier var klædeindustrien (fabriksmæssigt bedrevet omkring Osnabrück og Hildesheim), uldindustrien i det sydlige bjergland (Einbeck, Göttingen, Hameln), bomuldsindustrien med nogle store fabrikker i Hannover, Linden og andre steder, fremstilling af læder, papir, trævarer, gummiartikler, tobak og cigarer (især i nærheden af Bremen, i Osnabrück, Emden, Hannover), sukker med mere. Masovne fandtes i Harz og ved Osnabrück, jernindustri i Hannover, Linden, Osnabrück, Hameln med flere steder, fabrikker for småsmederi i Harz’ byer og i Salingerwald (leer, knive).
Sejlfartøjer byggedes i de østfrisiske kystbyer, i Geestemünde, Harburg og andre steder.
Provinsens handelsflåde bestod i 1903 af 750 sejlskibe og 86 dampskibe, samlet tonnage omkring 55.498 ton.

## Befolkning og administrative forhold
1905 var befolkningen 2.759.544 indbyggere, hvoraf 86 % evangeliske, 0,6 % jøder og 13% katolikker (mest i de forhenværende rigsumiddelbare stifter Hildesheim og Osnabrück samt på Eichsfeld og i Arenberg-Meppen samt i Lingen). De højeste kirkelige myndigheder var for de evangelsk-lutherske "Landeskonsistorium" i Hannover, for de reformerte konsistoriet i Aurich og for katolikkerne biskopperne af Hildesheim og Osnabrück.
For administrationen var provinsen inddelt i 6 regeringsområder (Hannover, Hildesheim, Lüneburg, Stade, Osnabrück og Aurich) og lød under en overpresident. Regeringsområderne var opsplittede i 78 kredse. Provinsialstænderne, som oprettedes i 1867 og udgjordes af såvel arvelige som valgte medlemmer, mødtes årligt under præsidium af en lantdagsmarskalk, udset af regeringen. De havde ret til, dog under regeringens kontrol, at beslutte i kommunale spørgsmål, underhold af stiftelser, offentlige samlinger, veje og så videre.
I det preussiske deputeretkammer havde Hannover 36, i den tyske rigsdag 19 repræsentanter. I retslig henseende lød provinsen under Oberlandesgericht i Celle, under hvilken sorterede 8 Landgerichte.

## Provinsen Hannovers overpræsidenter
- 1867–1873: Otto zu Stolberg-Wernigerode
- 1873–1873: Karl Heinrich von Boetticher
- 1873–1878: Botho zu Eulenburg
- 1878–1888: Adolf Hilmar von Leipziger
- 1888–1897: Rudolf von Bennigsen
- 1898–1902: Constantin zu Stolberg-Wernigerode
- 1902–1914: Richard von Wentzel
- 1914–1917: Ludwig von Windheim
- 1917–1920: Ernst von Richter
- 1920–1933: Gustav Noske
- 1933–1933: Friedrich von Velsen
- 1933–1941: Viktor Lutze
- 1941–1945: Hartmann Lauterbacher
- 11 maj – 16 september 1945: Eberhard Hagemann
- 1945–1946: Hinrich Wilhelm Kopf

52°22′N 9°43′Ø / 52.37°N 9.72°Ø